# Ханде Алтайлъ
Ханде Алтайлъ (на турски: Hande Altayli) е турска писателка, авторка на бестселъри в жанра съвременен роман.

## Биография и творчество
Ханде Алтайлъ е родена през 1971 г. в гр. Едремит, Турция, в семейството на Гюнер, адвокат, и Белжи Тюрел. Има по-голяма сестра – Сейда Ереноглу.
Завършва лицея „Галата сарай“ в Истанбул. Завършва с бакалавърска степен международни отношения и политология в Босфорския университет. След дипломирането си работи като копирайтър в рекламни агенции и пише текстове за песни.
През 1995 г. се омъжва за телевизионния журналист Фатих Алтайлъ. Имат дъщеря – Зейнеп.
Първият ѝ роман „Дяволът се намесва в любовта“ е издаден през 2006 г. Той става бестселър в Турция.
През 2009 г. е издаден романът ѝ „Покрусата“. Той представя историята на младата Аслъ, чийто живот придобива най-неочакван обрат, след като бракът ѝ рухва, а животът ѝ тръгва в друга посока.
Ромънът ѝ „Неверни кафяви очи“ е издаден през 2012 г. Адаптиран е в телевизионния сериал „Merhamet“ (Милост) с участието на Йозгю Намал, Ибрахим Челиккол, Бърчин Терзиоглу, Мустафа Юстундач и Ясмин Ален.

## Произведения
- Aşka Şeytan Karışır (2006)
Дяволът се намесва в любовта, изд.: „Делакорт“, София (2010), прев. Даниела Дениз
- Maraz (2009)
Покрусата, изд.: „Делакорт“, София (2012), прев. Ивайло Хранов
- Kahperengi (2012)
Неверни кафяви очи, изд.: „Делакорт“, София (2013), прев. Диана Николова
- Delice (2015)

### Екранизации
- 2013 – 2014 Merhamet – по романа „Kahperengi“